# Nine Hours, Nine Persons, Nine Doors
Nine Hours, Nine Persons, Nine Doors (極限脱出 9時間9人9の扉, Kyokugen Dasshutsu 9 Jikan 9 Nin 9 no Tobira) é um jogo eletrônico de aventura desenvolvido pela Chunsoft. É o primeiro jogo da série Zero Escape, e foi publicado no Japão pela Spike em 2009, e na América do Norte e na Europa pela Aksys Games em 2010, para Nintendo DS. A história gira em torno de Junpei, um estudante universitário que é sequestrado junto com outras oito pessoas, e que são forçados a jogar o "Nonary Game", onde seus participantes são expostos em uma situação de vida ou morte, para escapar de um navio de cruzeiro. A jogabilidade se alterna entre dois tipos: seções de escape, onde o jogador conclui quebra-cabeças em cenários no estilo escape room; e seções narrativas (novel), onde o jogador lê a história do jogo e toma decisões que influenciam no enredo e pode levar a até seis finais diferentes. O desenvolvimento do jogo começou depois que Kotaro Uchikoshi se juntou à Chunsoft para escrever um romance visual de modo que a empresa pudesse atingir um público mais amplo; Uchikoshi sugeriu adicionar elementos de quebra-cabeça que fossem integrados à história do jogo. Enquanto pesquisava para escrever seu roteiro, Uchikoshi se deparou com a hipótese de ressonância mórfica de Rupert Sheldrake, que se tornou o foco principal dos elementos de ficção científica do jogo. A música foi composta por Shinji Hosoe, enquanto os personagens foram projetados por Kinu Nishimura. A localização do jogo para a versão americana foi feita pela Aksys Games.
Nine Hours, Nine Persons, Nine Doors foi recebido positivamente, com resenhas elogiando a história, mas criticando o tom do jogo e da obrigatoriedade do jogador ter que refazer alguns quebra-cabeças (o que é necessário para obter o fim verdadeiro). Embora o lançamento japonês tenha sido um fracasso comercial, nos Estados Unidos o jogo vendeu mais do que o esperado para o gênero. O jogo foi planejado para ser um título único, mas com o sucesso inesperado na América do Norte, a empresa resolveu continuar a série.
A sequência, Zero Escape: Virtue's Last Reward, foi lançada em 2012, seguida por Zero Time Dilemma, lançado em 2016. Uma versão atualizada de Nine Hours, Nine Persons, Nine Doors, com dublagem e gráficos de alta resolução, foi lançada em conjunto de uma versão de Virtue's Last Reward no pacote de 2017, Zero Escape: The Nonary Games. Este pacote foi lançado para Steam, PlayStation Vita e PlayStation 4.

## Jogabilidade
Nine Hours, Nine Persons, Nine Doors é um jogo de aventura em que o jogador assume o papel de um estudante universitário chamado Junpei. A jogabilidade é dividida em duas seções: Novel e Escape. Nas seções Novel, o jogador avança através do enredo e conversa com personagens não jogáveis por meio de segmentos de romance visual. Essas seções exigem pouca interação do jogador, pois eles são gastos lendo o texto que aparece na tela, que representa o diálogo entre os vários personagens ou os pensamentos de Junpei. Durante as seções Novel, às vezes o jogador precisará tomar decisões que afetam o curso do jogo. As decisões do jogador resultam em um de seis enredos ramificados, cada um com um final único. A história toda não é revelada em uma única vez; o jogador precisa jogar algumas vezes para alcançar o final "verdadeiro", de modo a obter todas as informações por trás do mistério. Para chegar a este final, o jogador precisa ter completado anteriormente um final específico. Alguns dos finais contêm dicas de como alcançar outros.
Entre as seções Novel, existem as seções Escape, que ocorrem quando o jogador se encontra em uma sala da qual precisa encontrar meios de escapar. Estes são apresentados a partir de uma perspectiva de primeira pessoa, com o jogador sendo capaz de se mover entre diferentes posições pré-determinadas em cada sala. Para escapar, o jogador tem a tarefa de encontrar vários itens e resolver quebra-cabeças, uma reminiscência de jogos de escape room. Em algumas situações, o jogador pode precisar combinar objetos entre si para criar a ferramenta necessária para completar um quebra-cabeça. Os quebra-cabeças incluem vários tipos, como bacará e quadrados mágicos. O jogo fornece uma calculadora para problemas relacionados à matemática, e o jogador pode pedir dicas aos personagens não jogáveis se achar uma sala de Escape muito difícil. Todas as seções de Escape são independentes, com todos os itens necessários para resolver os quebra-cabeças disponíveis nessa seção; os itens não são transportados entre as seções de Escape. Depois de terminar uma seção, ela se torna disponível para reprodução no menu principal do jogo.

## Enredo
Nine Hours, Nine Persons, Nine Doors apresenta nove personagens principais, que são forçados a participar do "Nonary Game" por uma pessoa desconhecida chamada Zero. Os personagens adotam codinomes para proteger suas identidades. Junpei, controlado pelo jogador, é acompanhado por June (Murasaki, na versão original), uma garota nervosa e colega de escola de Junpei, que ele conhece como Kanny (Akane, na versão original); Lotus (Yashiro, na versão original), uma mulher egoísta com habilidades desconhecidas; Seven, um homem grande e musculoso; Santa, um punk com uma atitude negativa; Ace (Ichimiya na versão original), um homem mais velho e sábio; Snake (Nirusu, na versão original), um homem cego de comportamento principesco; Clover (Yotsuba, na versão original), uma garota com tendência a mudanças de humor; e o 9º homem, um indivíduo irrequieto e estranho.
Os eventos do jogo ocorrem dentro de um navio de cruzeiro, embora todas as portas e janelas externas tenham sido seladas e muitas das portas internas estejam trancadas. Os nove personagens do jogo descobrem que foram sequestrados e trazidos ao navio para jogar o "Nonary Game", com o desafio de encontrar a porta marcada com um "9", dentro de nove horas antes do navio afundar. Para fazer isso, eles são forçados a trabalhar em equipes separadas para abrir caminho pelo navio e resolver quebra-cabeças para encontrar essa porta. Isso é definido em parte por fechaduras especiais em portas numeradas de 1 a 9 e que a solução para abri-las é baseada no conceito de raiz digital; cada jogador tem uma pulseira com um dígito diferente e apenas grupos de três a cinco em que a soma dos números de suas pulseiras que possuam a mesma raiz digital da porta marcada podem passar. Para piorar a situação, os jogadores têm apenas nove horas para terminar o jogo antes que o navio em que estão afunde, matando todos eles. Além disso, cada uma das vítimas tem um explosivo colocada em seus corpos que explodirá se tentarem quebrar alguma regra. Os primeiros eventos deixam bem claro que Zero não está brincando, o que cria uma atmosfera densa de pavor. Zero dá aos jogadores nove horas para escapar, mas não há limite de tempo real. O relógio avança em pontos definidos na história, então você pode levar o tempo que precisar para resolver os quebra-cabeças em cada sala trancada.

## Desenvolvimento
Nine Hours, Nine Persons, Nine Doors foi desenvolvido pelo estúdio japonês Chunsoft e dirigido por Kotaro Uchikoshi, e produzido por Jiro Ishii. Chunsoft havia feito romances visuais de sucesso no passado, como Kamaitachi no Yoru (かまいたちの夜, - 1994), mas queria criar um novo tipo de romance visual que pudesse ser recebido por um público maior; eles contataram Uchikoshi, que na época estava trabalhando em um jogo para celular baseado em Kamaitachi no Yoru, e pediram a ele para trabalhar no romance visual 428: Shibuya Scramble (428 〜封鎖された渋谷で〜, 428 〜 Fūsa sa reta Shibuya de 〜). Uchikoshi não se juntou à empresa a tempo de trabalhar no 428, mas teve a ideia de incluir quebra-cabeças em uma história e que precisariam ser resolvidos para progredir no jogo: ele gostava de jogos de navegador no estilo escape room, mas pensava que seriam mais interessantes se tivessem um foco maior em contar uma história. Essa ideia serviu de base para Nine Hours, Nine Persons, Nine Doors e Uchikoshi foi nomeado diretor do projeto.

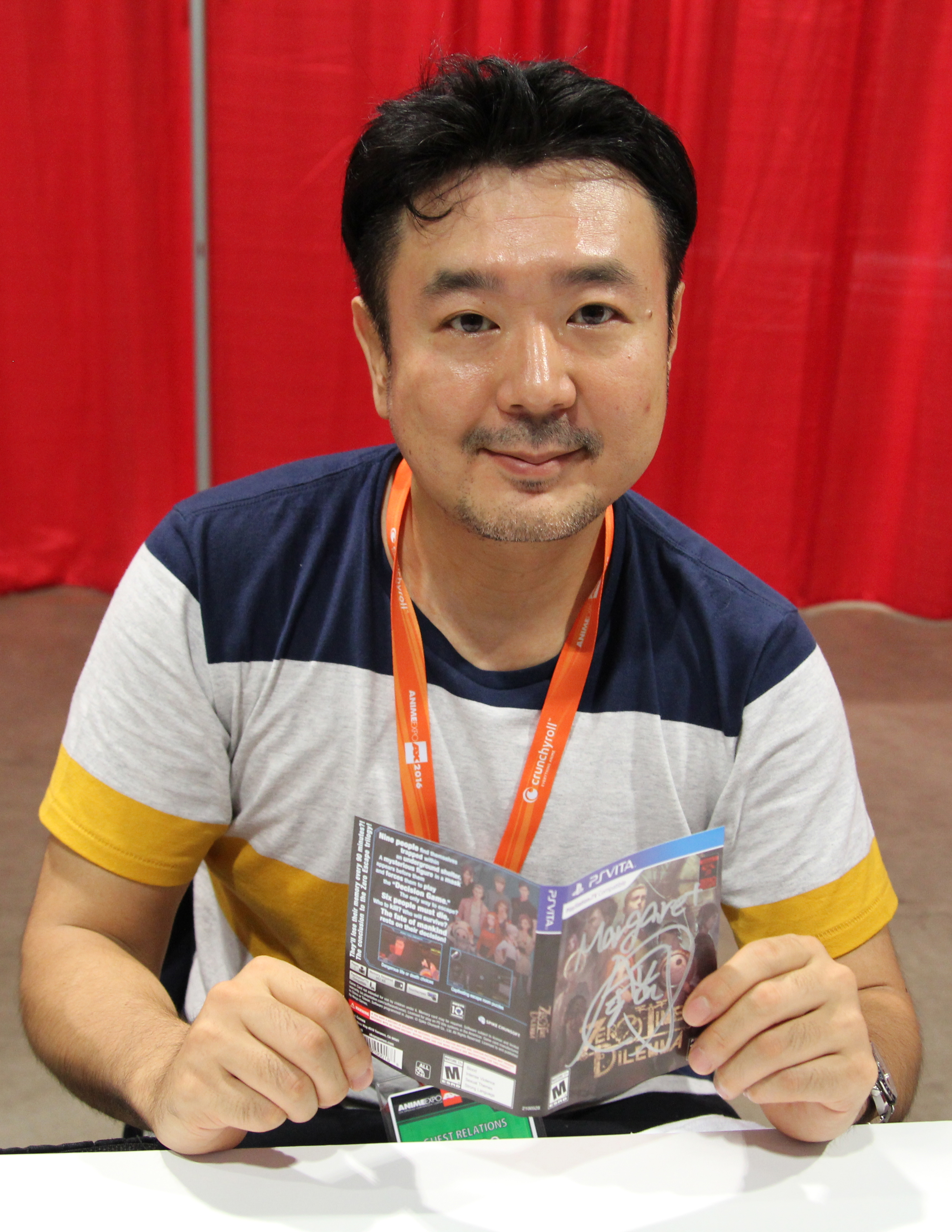
Nine Hours, Nine Persons, Nine Doors foi dirigido por Kotaro Uchikoshi.

O desenvolvimento de Nine Hours, Nine Persons, Nine Doors começou em 2008. A inspiração para a história foi a pergunta "de onde vêm as inspirações da humanidade?"; Uchikoshi pesquisou e descobriu as teorias dos campos morfogenéticos do bioquímico britânico Rupert Sheldrake, que se tornaram o tema principal do jogo. A teoria é semelhante à telepatia, que responde à questão de como os organismos são capazes de comunicar ideias simultaneamente entre si, sem interação física ou social. Uchikoshi usou a teoria para desenvolver o conceito de personagens sensitivos, que são capazes de transmitir ou receber informações de outro indivíduo. Por causa do papel vital do número 9 na trama, cada um dos personagens foi baseado em um dos nove tipos de personalidade do Eneagrama da Personalidade. Outra fonte de inspiração foi Kamaitachi no Yoru, que, como Nine Hours, Nine Persons, Nine Doors, começa colocando os personagens em um estado de desconforto.
Uchikoshi começou a escrever o roteiro começando pelo final. A partir daí, ele continuaria trabalhando ao contrário, para não se confundir ao escrever a trama. O cenário do jogo, com personagens que estão presos e tentam fugir do lugar, foi concebido para incorporar dois dos desejos instintivos da humanidade: o desejo inconsciente de retornar ao ventre da mãe e se fechar, e o desejo de escapar e superar a condição atual. Este foi um tema que Uchikoshi havia usado antes, ao escrever o romance visual Ever 17: The Out of Infinity (2002). As ilustrações do designer de personagens Kinu Nishimura influenciaram o roteiro, já que certas cenas foram alteradas para combinar com as ilustrações dos personagens. Entre os elementos da história descartados estavam o uso das mãos como uma parte importante da história; nos estágios finais da produção, os chefes de Uchikoshi não aceitaram esse foco, forçando-o a reescrever a história. Os personagens deveriam ser algemados uns aos outros enquanto tentavam escapar, mas a ideia foi descartada por ser vista como excessivamente usada, com aparições em light novels como Mahou Shoujo Riska (2004).
As sequências de Escape foram criadas para apelar aos desejos inatos dos jogadores: Uchikoshi queria que eles sentissem o prazer instintivo que ele descreveu como "Eu encontrei!". Para os quebra-cabeças, ele consideraria os detalhes da história e os acessórios e truques encontrados no jogo; depois de decididos, eles foram integrados aos quebra-cabeças.
Shinji Hosoe, presidente da produtora de música para jogos SuperSweep, foi escolhido para compor a trilha sonora por ser hábil em uma variedade de gêneros musicais, garantindo que ele pudesse compor músicas que se encaixassem em tipos diferentes de clima e cenas. Ele descreveu seu trabalho no jogo como o projeto musical mais direto que já teve, por ter recebido um material de referência conciso que respondia a todas as suas perguntas sobre o jogo. A música foi escrita usando o sintetizador interno do Nintendo DS, e Hosoe trabalhou junto com seu colega compositor da SuperSweep, Yousuke Yasui, para tornar isso menos óbvio.

### Localização
A localização norte-americana do jogo foi feita pela Aksys Games; Chunsoft conheceu Aksys por meio da Spike enquanto procurava uma empresa que pudesse publicar o jogo na América do Norte. Quando Aksys avaliou Nine Hours, Nine Persons, Nine Doors, muitos na empresa não acreditaram em sua viabilidade comercial e, a princípio, recusaram; como muitas das pessoas que avaliavam jogos na Aksys não falavam japonês, era difícil avaliar se um jogo era bom ou não. No final, decidiram localizá-lo, o que foi considerado um grande risco para a empresa.
A localização foi feita seguindo a filosofia de manter-se fiel ao espírito japonês original, fazendo com que o diálogo soasse como um falante nativo de inglês diria, em vez de seguir estritamente as palavras exatas do original. O editor de localização, Ben Bateman, fez isso olhando para a escrita de uma visão mais ampla, linha por linha ou cena por cena, em vez de palavra por palavra ou frase por frase, e pensando em como transmitir as mesmas ideias em inglês. A maior parte do jogo que inclui uma piada na localização também tem uma piada na versão japonesa, mas não exatamente mesmas; Bateman, entretanto, tentou fazer criar piadas parecidas, com conteúdos e ideias semelhantes. O uso de trocadilhos em japonês gerou problemas, já que muitos deles dependiam dos dialetos japoneses para funcionar; para estes, Bateman os substituiu por novos trocadilhos em inglês. A ele foi dada a liberdade para mudar ou adicionar elementos, desde que não interferisse na trama.
Durante a localização, Bateman teve que acompanhar os vários pontos da trama ao longo do jogo, já que o roteiro não havia sido escrito em ordem cronológica devido aos inúmeros finais. A localização do jogo demorou cerca de dois meses. Outro desafio foi fazer a localização a tempo: Nobara Nakayama, a tradutora do jogo, trabalhou durante 30 dias e a edição demorou dois meses. Por causa disso, Bateman teve que fazer a maior parte do trabalho "em tempo real". Nakayama havia começado a jogar o jogo antes de começar a trabalhar na localização, mas não terminou de jogá-lo até estar mais da metade da tradução; depois de saber que a trama dependia de um trocadilho japonês, eles tiveram que interromper a localização para discutir o assunto com Uchikoshi e chegar a uma solução, depois repassaram todo o jogo para se certificar de que ainda fazia sentido.
Durante uma cena relacionada a uma pintura abstrata de um cachorro, uma das respostas localizadas para o que a pintura retrata é "Funyarinpa", uma palavra sem sentido, e escolhe-la gera uma cena engraçada entre Junpei e Lótus. Isso se tornou um meme muito popular dentro dos círculos de Zero Escape, a ponto da remasterização Nonary Games incluir a piada na dublagem em japonês.

## Lançamento
Nine Hours, Nine Persons, Nine Doors foi originalmente lançado no Japão pela Spike em 10 de dezembro de 2009, para Nintendo DS. A versão americana foi lançada em 16 de novembro de 2010. Nos Estados Unidos, uma réplica das pulseiras do jogo esteve incluso das compras de pré-venda da GameStop. Após o lançamento, Nine Hours, Nine Persons, Nine Doors se tornou o décimo primeiro jogo da Nintendo DS a ser classificado como M pela ESRB. Foi um fracasso comercial no Japão. Enquanto isso, as vendas americanas foram descritas como fortes; de acordo com Uchikoshi, isso foi uma surpresa, já que o gênero romance visual era visto como algo particular do Japão e improvável de ser aceito no exterior.
Além do jogo, outra mídia de Nine Hours, Nine Persons, Nine Doors foi lançada. A trilha sonora do jogo foi publicada pela SuperSweep em 23 de dezembro de 2009. Uma novelização do jogo, Kyokugen Dasshutsu 9 Jikan 9 Nin 9 no Tobira Alterna (極限脱出 9時間9人9の扉 オルタナ), foi escrito por Kenji Kuroda e lançado pela Kodansha em 2010 em dois volumes. Coincidindo com o lançamento da sequência do jogo, Zero Escape: Virtue's Last Reward, Nine Hours, Nine Persons, Nine Doors foi reimpresso sob o título Zero Escape: Nine Hours, Nine Persons, Nine Doors, com a nova arte da caixa apresentando a marca Zero Escape.
Uma versão iOS do jogo, 999: The Novel, foi desenvolvida pela Spike Chunsoft como a segunda entrada em sua série Smart Sound Novel. Foi lançado no Japão em 29 de maio de 2013 e mundialmente, em inglês, em 17 de março de 2014. Esta versão não possui as seções Escape da versão para Nintendo DS e apresenta gráficos de alta resolução e um fluxograma que ajuda os jogadores a rastrear quais caminhos narrativos eles já percorreram; além disso, o diálogo é apresentado por meio de balões de fala e além de possuir um final extra.
Zero Escape: The Nonary Games, um pacote que contém as versões remasterizadas de Nine Hours, Nine Persons, Nine Doors e Virtue's Last Reward, foi lançado para Microsoft Windows, PlayStation 4 e PlayStation Vita em 24 de março de 2017. Pessoas que compraram a versão do Windows através da plataforma Steam na primeira semana de lançamento receberam a trilha sonora complementar, com músicas de Nine Hours, Nine Persons, Nine Doors e Virtue's Last Reward. No Japão, a versão do Microsoft Windows foi lançada em 25 de março de 2017 e as versões de console em 13 de abril. A versão europeia do PlayStation Vita foi lançada em 15 de dezembro de 2017. A remasterização de Nine Hours, Nine Persons, Nine Doors manteve a maioria dos recursos de The Novel, mas o novo final não foi incluído.

## Recepção
Nine Hours, Nine Persons, Nine Doors foi bem recebido pelos críticos, de acordo com o agregador de resenhas Metacritic. Polygon o incluiu na lista de melhores jogos de todos os tempos, creditando isso com a popularização do gênero romance visual na América.
Os resenhistas gostaram da escrita e da narrativa, com Andy Goergen da Nintendo World Report considerando o jogo como "um forte argumento para que os jogos eletrônicos sejam um novo meio de narrativa". O resenhista da Famitsu considerou a história enigmática e emocionante. Carolyn Petit da GameSpot considerou que as seções Novel amplificaram o medo e a tensão ao longo do jogo, enquanto Heidi Kemps da GamesRadar comparou o jogo aos "romances de suspense de alta qualidade". Jason Schreier, da Wired, criticou a prosa por ser inconsistente, mas disse que o uso do narrador foi inteligente e incomum. Susan Arendt, do The Escapist, chamou a história de multi-camadas e horripilante. Zach Kaplan, da Nintendo Life, gostou do diálogo, mas achou a narração em terceira pessoa enfadonha e lenta, com metáforas clichês fora de contexto. Tanto Chris Schilling, da Eurogamer, como Lucas M. Thomas, da IGN, sentiram que a urgência retratada na história do jogo às vezes estava em desacordo com o tom ou o tempo do diálogo, como longas conversas enquanto estavam presos dentro de um freezer, ou diálogos despreocupados e piadas. Thomas chamou a premissa de emocionante e disse que a mitologia, as conspirações e os antecedentes dos personagens eram envolventes. Tony Ponce, da Destructoid, disse que os personagens inicialmente pareciam um "elenco de anime", mas que o jogador descobre maior complexidade neles depois de ultrapassar as primeiras impressões. Kaplan sentiu que cada personagem era bem desenvolvido e único, podendo se passar por pessoas reais.
O resenhista da Famitsu disse gostar de resolver quebra-cabeças e que o jogo lhe deu uma sensação de realização; da mesma forma, Goergen, Petit, Schilling e Arendt consideraram a resolução dos quebra-cabeças satisfatória. Goergen considerou que alguns quebra-cabeças puderam ser resolvidos com inteligência, mas disse que alguns outros eram esotéricos. Ponce e Petit gostaram que os quebra-cabeças não se tornaram um "caça-pixels" e como tudo pode ser visível desde que o jogador olhe com atenção; por este motivo e pela ausência de pistas falsas, limites de tempo e becos sem saída, Ponce considerou Nine Hours, Nine Persons, Nine Doors melhor do que outros jogos de escape room. Ele elogiou a grande quantidade de conteúdo, dizendo que até mesmo alguém que tenha comprado o jogo apenas pelos quebra-cabeças ficaria satisfeito. Schilling e Thomas gostaram dos quebra-cabeças, mas acharam algumas soluções e dicas muito óbvias. Kemps achou os quebra-cabeças muito bem elaborados e desafiadores, mas não gostou da dificuldade de se chegar ao final verdadeiro. Kemps e Schreier apreciaram como os quebra-cabeças pareciam lógicos, porém, junto com Thomas e Arendt, criticaram a necessidade em refazer os quebra-cabeças caso o jogador decidisse jogar novamente. Goergen, Schreier, Thomas e Arendt gostaram da função de avanço rápido, pois tornava as novas partidas mais suportáveis, mas Thomas sentiu que não foi o suficiente para acelerar o processo.
Goergen considerou o design de som não memorável, dizendo que a música não acrescenta muito e que os jogadores provavelmente silenciariam o jogo depois de ouvir o efeito sonoro de "bipe" usado para diálogos longos. Diferente de Ponce e Petit que gostaram: Ponce chamou a partitura de "magistral" e disse que ela "incomoda nos momentos certos", enquanto Petit disse que gostou do som, chamando-o de atmosférico e "[causando] arrepios na espinha". Ela não se impressionou com os ambientes, mas disse que eram claros e fáceis de olhar. Ela gostou do design das personagens, chamando-os de expressivos e, pareados com o diálogo suficientemente para o jogador não se importar com a ausência de dublagem. Ponce também considerou que o jogo não precisou de dublagem. Ele achou que a forma como o jogo favoreceu a narração textual em vez de cenas de eventos em animação o tornou mais envolvente, permitindo ao jogador imaginar as cenas. Goergen disse que os gráficos estavam bem feitos, mas que eles não fizeram muito pelo ambiente. Kaplan chamou a apresentação de "incrível", dizendo que a arte se destacava apesar da simplicidade das animações, e que a trilha sonora era "fantástica".

## Sequências
Nine Hours, Nine Persons, Nine Doors é o primeiro jogo da franquia Zero Escape, e foi originalmente planejado para ser um título único. O desenvolvimento da sequência começou depois que o primeiro título ganhou resenhas positivas. Zero Escape: Virtue's Last Reward, o sucessor de Nine Hours, Nine Persons, Nine Doors, foi desenvolvido pela Chunsoft para Nintendo 3DS e PlayStation Vita, sendo lançado em 16 de fevereiro de 2012 no Japão, e mais tarde na América do Norte e na Europa. Virtue's Last Reward também segue um grupo de nove pessoas, e foca em teoria dos jogos, especificamente no dilema do prisioneiro. Zero Time Dilemma se passa entre os eventos dos dois jogos anteriores e tem a moralidade como tema principal.